# Provincia de Ayopaya
La provincia Ayopaya es una provincia de Bolivia ubicada en el departamento de Cochabamba. Su capital es Villa de Independencia, popularmente conocida como Independencia.

## Geografía
La provincia de Ayopaya cuenta con una superficie de 9.620 km², de microclimas y topografía variada que va desde los nevados, puna, valles, hasta regiones tropicales, rico en recursos minerales, hidrocarburos y biodiversidad.
Limita:
- Al norte con el departamento del Beni.
- Al oeste con el departamento de La Paz.
- Al sur con la provincia de Tapacarí y la provincia de Quillacollo del departamento de Cochabamba.
- Al este con la provincia del Chapare del departamento de Cochabamba.

Por su territorio pasa la Serranía de Mosetenes, que cruza de sureste a noroeste, siguiendo la dirección de la Cordillera de los Andes.
Posee dos grande afluentes que nacen del río Beni al norte de la provincia y son conocidos como: río Santa Elena del cual todavía nace otro río llamado río Altamachi.
El río Cotacajes este se extiende casi a lo largo del límite de los departamentos de Cochabamba y La Paz abarcando en su recorrido toda la extensión de la provincia de Ayopaya, este afluente cambia de nombre al llegar a la altura del municipio de Independencia.

## División administrativa
La provincia de Ayopaya se divide administrativamente en tres municipios:
1. Independencia
2. Morochata
3. Cocapata

## Demográfica
De acuerdo con el censo boliviano de 2024, la población de la provincia de Ayopaya es de 55 782 habitantes.
La población de la provincia ha aumentado sólo ligeramente en las últimas tres décadas:
| Población histórica de la Provincia de Ayopaya (1900-2022) | Población histórica de la Provincia de Ayopaya (1900-2022) | Población histórica de la Provincia de Ayopaya (1900-2022) | Población histórica de la Provincia de Ayopaya (1900-2022) | Población histórica de la Provincia de Ayopaya (1900-2022) |
| Año                                                        | Habitantes                                                 | Crecimiento Intercensal                                    | Censo de Población o Estimaciones                          | Ref.                                                       |
| ---------------------------------------------------------- | ---------------------------------------------------------- | ---------------------------------------------------------- | ---------------------------------------------------------- | ---------------------------------------------------------- |
| Siglo XX                                                   |                                                            |                                                            |                                                            |                                                            |
| 1900                                                       | 29 781                                                     | Sin cambios                                                | Censo boliviano de 1900                                    | [ 3 ]                                                      |
| 1950                                                       | 37 891                                                     | + 27,23 %                                                  | Censo boliviano de 1950                                    | [ 4 ]                                                      |
| 1976                                                       | 55 944                                                     | + 47,64 %                                                  | Censo boliviano de 1976                                    | [ 4 ]                                                      |
| 1992                                                       | 54 597                                                     | - 2,40 %                                                   | Censo boliviano de 1992                                    | [ 4 ]                                                      |
| Siglo XXI                                                  |                                                            |                                                            |                                                            |                                                            |
| 2001                                                       | 60 959                                                     | + 11,65 %                                                  | Censo boliviano de 2001                                    | [ 4 ]                                                      |
| 2012                                                       | 54 531                                                     | - 10,54 %                                                  | Censo boliviano de 2012                                    | [ 4 ]                                                      |
| 2024                                                       | 55 782                                                     |                                                            | Censo boliviano de 2024                                    | [ 2 ]                                                      |

Dentro de la provincia se encuentra más de 360 comunidades originarias de quechuas y aymaras. Ellas se agrupan en 59 subcentrales, que conforman a su vez 16 centrales regionales, aglutinadas en la Central Sindical Única de Trabajadores Campesinos Originarios de Ayopaya (CSUTCOA) y la Central de Mujeres Campesinas Originarias de Ayopaya "Bartolina Sisa" (CMCOA- BS).
| Rvolución histórica de la población de la provincia de Ayopaya (según los censos bolivianos y proyección 2022) |
| --- |
| |

## Recursos
La provincia es mayormente agrícola. De sus cerros se extrae la sodalita, que existe solo en cuatro lugares del mundo y que es muy apreciada para las construcciones suntuosas, dada su dureza que es mayor que la del mármol.